# John J. Skehel
Sir John James Skehel (* 27. Februar 1941 in Blackburn) ist ein britischer Virologe, bekannt für Forschungen zum Influenzavirus.
Skehel studierte landwirtschaftliche Biochemie an der Aberystwyth University und wurde 1966 an der University of Manchester (damals University of Manchester Institute of Science and Technology) in Biochemie promoviert (über Ionen-Transportmechanismen in Weizen). Danach war er als Post-Doktorand an der University of Aberdeen (Marischal College 1965–1968), wo er mit Derek Burke zusammenarbeitete und begann sich mit Viren zu befassen, ursprünglich um einfache Viren (Semliki Forest Virus) für die Interferonproduktion zu studieren. Er wechselte aber bald darauf zu komplexeren Viren wie den Grippeviren und Vogelgrippeviren. Nach seiner Zeit in Aberdeen war er ein Jahr an der Duke University, wo er sich bei Wolfgang Joklik mit Reoviren befasste und deren m-RNA Transkription. Ab 1969 arbeitete er am National Institute of Medical Research (NIMR) in Mill Hill (Großbritannien) am Influenzavirus. Anfangs befasste er sich mit dessen Replikationsmechanismus, dann auch mit den Oberflächenproteinen (Hämagglutinin). 1984 wurde er dort Leiter der Abteilung Virologie und 1987 Direktor des Instituts, was er bis 2006 blieb.
Skehel erforschte, wie das Influenzavirus mit der Wirtszelle verschmilzt und welche Proteine dabei eine Rolle spielen. Er entdeckte, dass das Virus-Hämagglutinin bei niedrigem pH-Wert seine Konformation ändert, was der Virushülle ermöglicht, mit der endosomalen Membran zu fusionieren. Die Entdeckung war auch allgemein wichtig für das Verständnis des Mechanismus, wie Viren in Wirtszellen eindringen. Bei seinen Arbeiten über Hämagglutinin arbeitete er mit Don Craig Wiley zusammen.
1975 bis 1993 war er Direktor des Collaborating Centre for Reference and Research on Influenza der WHO.
1976 erhielt er gemeinsam mit Mario Rizzetto und Rudolf Rott den Robert-Koch-Preis, 1986 den Wilhelm Feldberg Preis, 1988 den Louis-Jeantet-Preis in Medizin und 1992 den ICN International Prize in Virology. 1984 wurde er Fellow der Royal Society, deren Royal Medal er 2003 erhielt. 1990 erhielt er die Leeuwenhoek-Medaille der Royal Society. Seit 1992 ist er Mitglied der Academia Europaea. 1996 wurde er geadelt. 1993 wurde er Ehrenprofessor der Liverpool John Moores University und er ist Ehrendoktor dieser Universität und des University College London. 1997 wurde er Ehrenprofessor für Virologie der Universität Glasgow. 2014 wurde er als ausländisches Mitglied in die National Academy of Sciences gewählt, 2020 als internationales Mitglied in die American Philosophical Society. 2001 wurde er in den Rat der Academy of Medical Sciences gewählt.
Er war im Beirat des National Institutes of Health (NIH) Influenza Centre und dem HIV/Aids Vaccine Centre des NIH, des Institut Pasteur und der Hong Kong University, war Vorsitzender des Animal Health Trust in Newmarket, Berater des Ludwig Institute for Cancer Research in New York, ist Mitglied von Cancer Research UK und im Beirat von Novartis Vaccines und InB Pharmaceuticals in Delaware.
1968 bis 1971 war er Fellow der Helen Hay Whitney Foundation.